# Chinde (rivière)
Pour l’article homonyme, voir Chinde.
La rivière Chinde est un défluent du delta du Zambèze, au Mozambique. La ville de Chinde est située sur ses berges.